# Kyle Petty
Kyle Eugene Petty (* 2. Juni 1960 in Randleman, North Carolina) ist ein ehemaliger US-amerikanischer NASCAR-Rennfahrer. Er ist der Sohn der Rennfahrer-Legende Richard Petty, Enkel von Lee Petty und Vater des bereits verstorbenen Adam Petty. Derzeit arbeitet er als Experte und Kommentator für NASCAR-Sprint-Cup-Rennen beim US-amerikanischen Fernsehsender TNT. Er ist Gründer des Victory Junction Gang Camps.

## Karriere
Relativ schnell entschloss sich Petty, in die großen Fußstapfen seines Vaters Richard zu treten. Sein erstes bedeutendes Rennen gewann er 1979 in des ARCA auf dem Daytona International Speedway. Dabei nutzte er einen gebrauchten Dodge Magnum, der ein Jahr zuvor auch schon seinem Vater gedient hatte. Wenig später versuchte er den Einstieg in den Winston Cup, heute als Sprint Cup bekannt. Aufgrund von Unfällen in Qualifying gelang ihm jedoch erst nach ein paar Anläufen die Qualifikation für ein Rennen. Das Talladega 500 auf dem Talladega Superspeedway, welcher damals noch Alabama International Motor Speedway hieß, war sein erstes Winston-Cup-Rennen. Er startete als 18. und kam auf Platz neun ins Ziel, ein Ergebnis, das darauf hoffen ließ, dass seine Karriere so groß werden könnte wie die seines Vaters.

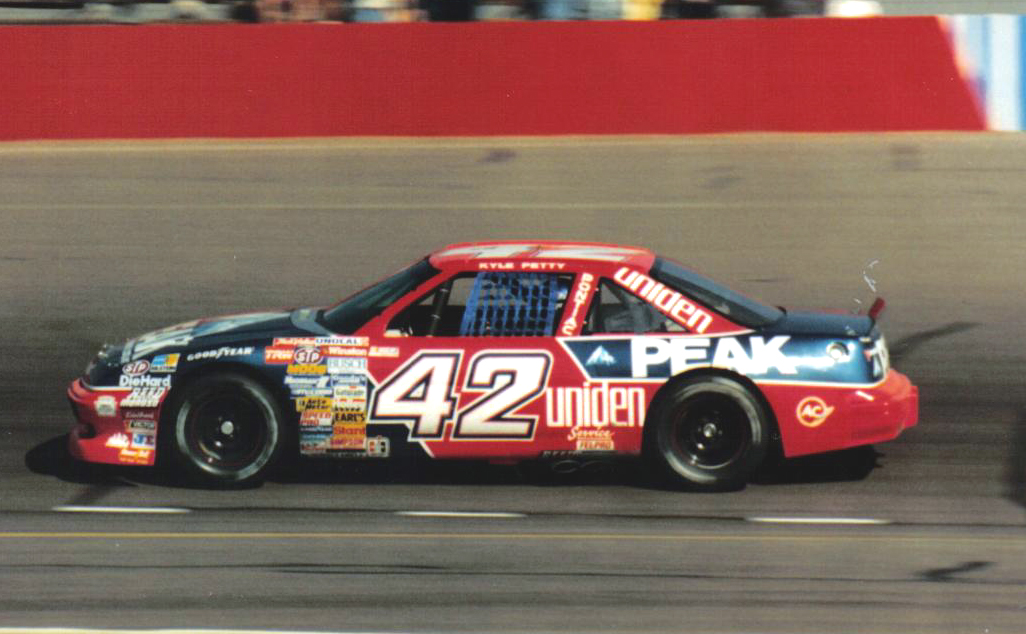
Kyle Pettys Wagen der Saison 1989

Der große Erfolg blieb in den darauf folgenden Jahren jedoch aus. Bis 1984 brachte er seinen Petty Enterprises nur viermal in die Top 5. Mit dem Beginn der Saison 1985 wechselte er zu den Wood Brothers. Ein Jahr später gewann er sein erstes Rennen, das Miller High Life 400. Die folgenden Jahre bei den Wood Brothers wurden die besten seiner Karriere. Dem Sieg in Richmond sollten noch sieben weitere folgen, ganze drei davon auf dem North Carolina Speedway in  den Jahren 1990 bis 1992. Zudem holte er mit den Wood Brothers die erste Pole-Position seiner Karriere. Achtmal startete er als Erster, erstmals gelang ihm dies im März 1990 im Goodwrench 500 auf dem North Carolina Speedway.
Im Jahre 1997 kehrte er zu Petty Enterprises zurück, allerdings mit einem eigenen Auto. Dieses Auto wurde dann später komplett in Petty Enterprises eingebunden und Kyle wurde zum Chief Executive Officer des Rennteams.
Im Jahre 1998 begann der Sohn von Kyle Petty, Adam Petty, seine NASCAR-Karriere. Er hatte einige sehr gute Rennen, sogar eines im Winston Cup, und es sah aus, als könne er mindestens genauso gut werden wie sein Vater. Allerdings verstarb Adam Petty auf tragische Weise im Jahre 2000 bei einem Training zum NASCAR-Busch-Grang-National-Series-Rennen auf dem New Hampshire International Speedway. Daraufhin fuhr Kyle Petty mit der Nummer seines Sohnes, der  Startnummer 45, in der Cup-Serie. In den folgenden Jahren versuchen Kyle Petty zusammen mit seiner Frau Pattie, die Vision seines Sohnes zu verwirklichen, und gründete das Victory Junction Gang Camp, eine Einrichtung für unheilbar kranke Kinder. Am 27. Mai 2007 erfuhr er im Coca-Cola 600 den dritten Platz. Es war seine beste NASCAR-Platzierung seit 1997 und sein erstes Top-5-Ergebnis in der Startnummer 45, dem Auto seines Sohnes Adam.
Seit 2007 arbeitet er als Experte und Kommentator bei den Sprint-Cup-Übertragungen des US-amerikanischen Fernsehsenders TNT. Im Sommer 2008 kam das Gerücht auf, dass er aufgrund der abnehmenden Leistungen im Sprint Cup ersetzt werden könnte. Dies wurde von Petty Enterprises zunächst dementiert, dennoch beendete Petty am Saisonende seine Karriere.

## Teams und Sponsoren
Teams
- Petty Enterprises: 1979–1984; 1997–heute
- Wood Brothers: 1985–1988

Sponsoren
- STP: 1979–1982
- 7-Eleven: 1983–1986
- Citgo: 1987–1988
- Peak Antifreeze: 1989–1990
- Mello Yello: 1991–1994
- Coors Light: 1995–1996
- Hot Wheels-:1997–2000
- Sprint: 2001–2002
- Georgia-Pacific: 2003–2005
- Schwan Food Company: 2006
- Marathon Petroleum Company: 2006–heute
- Wells Fargo: 2006–heute
- National Tire and Battery, Tire Kingdom: 2006–heute
- Merchants Tire/Auto Centers: 2006–heute
- Coca-Cola: 2006–heute
- Chick-fil-A: 2006–heute

## Sonstiges
- Er hat nicht wie viele andere Fahrer seinen Namen über dem Seitenfenster, sondern den Namen seines Sohnes Adam, da die #45 dessen Auto war.
- Er fährt immer in einem größtenteils schwarzen Auto auf dem New Hampshire Motor Speedway, dem Ort, an dem sein Sohn verstarb.
- Im Jahre 1995 veröffentlichte die Band Soundgarden einen Song über Kyle Petty mit dem Titel Kyle Petty, Son Of Richard.
- Kyle Petty war der erst zweite Fahrer, der Hauptfigur eines Video-Spiels wurde. Bei dem Spiel handelt es sich um Kyle Petty’s No Fear Racing für den Super Nintendo.
- Sein Cousin Ritchie Petty war ebenfalls im Winston Cup aktiv.
- Im Brickyard 400 des Jahres 1996 hatte Kyle Petty einen schweren Unfall in der 39. Runde. Er musste von Rettungskräften aus dem Auto geholt werden. Als die Rettungskräfte ihn auf die Trage legen wollten, klagte er über große Schmerzen, was die Rettungskräfte verwirrte. Grund der Schmerzen: Einer der Helfer stand mit einem Fuß auf Pettys Pferdeschwanz.
- Kyle Petty war an der Produktion der an jedem Rennwochenende laufenden NASCAR-Sendung Tradin’ Paint auf dem US-amerikanischen SPEED Channel beteiligt.